# Copa Pan-Americana de Voleibol Feminino Sub-20 de 2017
O Copa Pan-Americana de Voleibol Feminino Sub-20 de 2017 foi a 4ª edição do torneio organizado pela NORCECA  em parceria com a CSV, realizado no período de  8  a  13 de maio com as partidas realizadas no Gimnasio Nacional Eddy Cortés , que contou com a participação de nove países.O torneio previa a qualificação de duas seleções para edição do Mundial Juvenil de 2017.A Seleção Estadunidense conquista seu primeiro título na competição e juntamente com a Seleção Argentina, segunda colocada, alcançaram a qualificação supracitada para o Mundial Juvenil do ano em curso; e a jogadora do time campeão  Elizabeth Thayer Hall foi eleita a Melhor Jogadora de toda competição.

## Seleções participantes
As seguintes seleções participaram da Copa Pan-Americana de Voleibol Feminino Sub-20:
| Equipe               | Última participação |
| -------------------- | ------------------- |
| Costa Rica           | (Sede), 5º em 2015  |
| Argentina            | 2º em 2015          |
| Chile                | 3º em 2015          |
| Cuba                 | 6º em 2013          |
| Estados Unidos       | estreante           |
| Peru                 | 4º em 2013          |
| Porto Rico           | 5º em 2013          |
| República Dominicana | 1º em 2015          |
| Uruguai              | estreante           |

## Formato da disputa
As nove seleções foram divididas proporcionalmente em Grupos A, B e C, em cada grupo as seleções se enfrentam entre si, e ao final dos confrontos as duas melhores  primeiras colocadas, ou seja, com melhores índices pelos critérios de desempate, se classificaram diretamente para as semifinais, a com índice inferior entre as primeiras colocadas, uniu-se  as  segundas colocadas de cada grupo, formando assim a fase de  fase de quartas de final, as terceiras colocadas de cada grupo disputaram as posições inferiores, sendo que as duas seleções com menores índices, pelos critérios de desempate,  disputam a partida do nono lugar conferida ao perdedor deste, o vencedor , disputa o sétimo lugar com a terceira colocada cm melhor índice;  da fase das quartas de final os vencedores avançaram as semifinais e os perdedores disputaram o quinto lugar,  e os dois melhores times das semifinais disputaram a grande final e os perdedores a disputa do bronze

## Fase classificatória
Classificação
- Local: Gimnasio Nacional Eddy Cortés -Costa Rica

## Grupo A
|     |                      |     | Jogos | Jogos | Jogos | Resultados | Resultados | Resultados | Resultados | Resultados | Resultados | Sets | Sets | Sets  | Pontos | Pontos | Pontos |
| Pos | Equipe               | Pts | T     | V     | D     | 3–0        | 3–1        | 3–2        | 2–3        | 1–3        | 0–3        | V    | P    | R     | V      | P      | R      |
| --- | -------------------- | --- | ----- | ----- | ----- | ---------- | ---------- | ---------- | ---------- | ---------- | ---------- | ---- | ---- | ----- | ------ | ------ | ------ |
| 1   | Estados Unidos       | 6   | 2     | 2     | 0     | 0          | 2          | 0          | 0          | 0          | 0          | 6    | 2    | 3,000 | 186    | 178    | 1.045  |
| 2   | Argentina            | 3   | 2     | 1     | 1     | 1          | 0          | 0          | 0          | 1          | 0          | 4    | 3    | 1.333 | 163    | 145    | 1.124  |
| 3   | República Dominicana | 0   | 2     | 0     | 2     | 0          | 0          | 0          | 0          | 1          | 1          | 1    | 6    | 0.167 | 145    | 171    | 0.848  |

Resultados
| 8 de maio de 2017 17:30 P2P3AQ1AQ2 | Argentina | 3 — 0             | República Dominicana | Gimnasio Nacional Eddy Cortés, Costa Rica Público: 120 Árbitro(s): CRC Tatiana Vilalobos PER Rócio Huarcaya |
| 8 de maio de 2017 17:30 P2P3AQ1AQ2 | 25        | Set 1 Set 2 Set 3 | 17 18 20             | Gimnasio Nacional Eddy Cortés, Costa Rica Público: 120 Árbitro(s): CRC Tatiana Vilalobos PER Rócio Huarcaya |

| 9 de maio de 2017 19:50 P2P3AQ1AQ2 | Estados Unidos | 3 — 1                   | Argentina   | Gimnasio Nacional Eddy Cortés, Costa Rica Público: 300 Árbitro(s): PER Rócio Huarcaya CUB Frank Medina |
| 9 de maio de 2017 19:50 P2P3AQ1AQ2 | 25 15 25       | Set 1 Set 2 Set 3 Set 4 | 23 19 25 21 | Gimnasio Nacional Eddy Cortés, Costa Rica Público: 300 Árbitro(s): PER Rócio Huarcaya CUB Frank Medina |

| 10 de maio de 2017 18:26 P2P3AQ1AQ2 | República Dominicana | 1 — 3                   | Estados Unidos | Gimnasio Nacional Eddy Cortés, Costa Rica Público: 350 Árbitro(s): CRC Cinthya Hernández CRC Tatiana Vilalobos |
| 10 de maio de 2017 18:26 P2P3AQ1AQ2 | 22 25 22 21          | Set 1 Set 2 Set 3 Set 4 | 25 21 25       | Gimnasio Nacional Eddy Cortés, Costa Rica Público: 350 Árbitro(s): CRC Cinthya Hernández CRC Tatiana Vilalobos |

## Grupo B
|     |            |     | Jogos | Jogos | Jogos | Resultados | Resultados | Resultados | Resultados | Resultados | Resultados | Sets | Sets | Sets  | Pontos | Pontos | Pontos |
| Pos | Equipe     | Pts | T     | V     | D     | 3–0        | 3–1        | 3–2        | 2–3        | 1–3        | 0–3        | V    | P    | R     | V      | P      | R      |
| --- | ---------- | --- | ----- | ----- | ----- | ---------- | ---------- | ---------- | ---------- | ---------- | ---------- | ---- | ---- | ----- | ------ | ------ | ------ |
| 1   | Porto Rico | 6   | 2     | 2     | 0     | 2          | 0          | 0          | 0          | 0          | 0          | 6    | 0    | MAX   | 150    | 102    | 1.471  |
| 2   | Uruguai    | 3   | 2     | 1     | 1     | 0          | 1          | 0          | 0          | 0          | 1          | 3    | 4    | 0.750 | 147    | 163    | 0.902  |
| 3   | Costa Rica | 0   | 2     | 0     | 2     | 0          | 0          | 0          | 0          | 1          | 1          | 1    | 6    | 0.167 | 141    | 173    | 0.815  |

Resultados| 8 de maio de 2017 20:53 P2P3AQ1AQ2 | Costa Rica  | 1 — 3                   | Uruguai  | Gimnasio Nacional Eddy Cortés, Costa Rica Público: 250 Árbitro(s): DOM José Beltre CHI Gonzalo Flores |
| 8 de maio de 2017 20:53 P2P3AQ1AQ2 | 21 18 25 24 | Set 1 Set 2 Set 3 Set 4 | 25 22 26 | Gimnasio Nacional Eddy Cortés, Costa Rica Público: 250 Árbitro(s): DOM José Beltre CHI Gonzalo Flores |
| 9 de maio de 2017 15:30 P2P3AQ1AQ2 | Uruguai  | 0 — 3             | Porto Rico | Gimnasio Nacional Eddy Cortés, Costa Rica Público: 100 Árbitro(s): CHI Luís Flores ARG Luís Fuentes |
| 9 de maio de 2017 15:30 P2P3AQ1AQ2 | 16 19 14 | Set 1 Set 2 Set 3 | 25         | Gimnasio Nacional Eddy Cortés, Costa Rica Público: 100 Árbitro(s): CHI Luís Flores ARG Luís Fuentes |

| 10 de maio de 2017 21:12 P2P3AQ1AQ2 | Costa Rica | 0 — 3             | Porto Rico | Gimnasio Nacional Eddy Cortés, Costa Rica Público: 310 Árbitro(s): ARG Luís Fuentes DOM José Beltre |
| 10 de maio de 2017 21:12 P2P3AQ1AQ2 | 19 15      | Set 1 Set 2 Set 3 | 25         | Gimnasio Nacional Eddy Cortés, Costa Rica Público: 310 Árbitro(s): ARG Luís Fuentes DOM José Beltre |

## Grupo C
|     |        |     | Jogos | Jogos | Jogos | Resultados | Resultados | Resultados | Resultados | Resultados | Resultados | Sets | Sets | Sets  | Pontos | Pontos | Pontos |
| Pos | Equipe | Pts | T     | V     | D     | 3–0        | 3–1        | 3–2        | 2–3        | 1–3        | 0–3        | V    | P    | R     | V      | P      | R      |
| --- | ------ | --- | ----- | ----- | ----- | ---------- | ---------- | ---------- | ---------- | ---------- | ---------- | ---- | ---- | ----- | ------ | ------ | ------ |
| 1   | Cuba   | 6   | 2     | 2     | 0     | 1          | 1          | 0          | 0          | 0          | 0          | 6    | 1    | 6,000 | 173    | 131    | 1.321  |
| 2   | Peru   | 3   | 2     | 1     | 1     | 1          | 0          | 0          | 0          | 1          | 0          | 4    | 3    | 1.333 | 166    | 157    | 1.057  |
| 3   | Chile  | 0   | 2     | 0     | 2     | 0          | 0          | 0          | 0          | 0          | 2          | 0    | 6    | 0,000 | 99     | 150    | 0.660  |

Resultados
| 8 de maio de 2017 15:30 P2P3AQ1AQ2 | Cuba | 3 — 0             | Chile    | Gimnasio Nacional Eddy Cortés, Costa Rica Público: 50 Árbitro(s): URU Javier Tostado PUR Edgardo Laforest |
| 8 de maio de 2017 15:30 P2P3AQ1AQ2 | 25   | Set 1 Set 2 Set 3 | 17 11 12 | Gimnasio Nacional Eddy Cortés, Costa Rica Público: 50 Árbitro(s): URU Javier Tostado PUR Edgardo Laforest |

| 9 de maio de 2017 17:38 P2P3AQ1AQ2 | Chile    | 0 — 3             | Peru | Gimnasio Nacional Eddy Cortés, Costa Rica Público: 120 Árbitro(s): URU Javier Tostado PUR Edgardo Laforest |
| 9 de maio de 2017 17:38 P2P3AQ1AQ2 | 23 16 20 | Set 1 Set 2 Set 3 | 25   | Gimnasio Nacional Eddy Cortés, Costa Rica Público: 120 Árbitro(s): URU Javier Tostado PUR Edgardo Laforest |

| 10 de maio de 2017 15:30 P2P3AQ1AQ2 | Peru        | 1 — 3                   | Cuba        | Gimnasio Nacional Eddy Cortés, Costa Rica Público: 250 Árbitro(s): EUA Jung Park URU Javier Tostado |
| 10 de maio de 2017 15:30 P2P3AQ1AQ2 | 27 24 25 15 | Set 1 Set 2 Set 3 Set 4 | 29 26 18 25 | Gimnasio Nacional Eddy Cortés, Costa Rica Público: 250 Árbitro(s): EUA Jung Park URU Javier Tostado |

## Nono lugar
| 11 de maio de 2017 19:30 P2P3AQ1AQ2 | Costa Rica | 0— 3              | Chile | Gimnasio Nacional Eddy Cortés, Costa Rica Público: 120 Árbitro(s): DOM José Beltre URU Javier Tostado |
| 11 de maio de 2017 19:30 P2P3AQ1AQ2 | 15 8 19    | Set 1 Set 2 Set 3 | 25    | Gimnasio Nacional Eddy Cortés, Costa Rica Público: 120 Árbitro(s): DOM José Beltre URU Javier Tostado |

## Quartas de final
| 11 de maio de 2017 15:30 P2P3AQ1AQ2 | Argentina | 3 — 0             | Peru     | Gimnasio Nacional Eddy Cortés, Costa Rica Público: 70 Árbitro(s): EUA Jung Park CRC Tatiana Vilalobos |
| 11 de maio de 2017 15:30 P2P3AQ1AQ2 | 25        | Set 1 Set 2 Set 3 | 16 18 19 | Gimnasio Nacional Eddy Cortés, Costa Rica Público: 70 Árbitro(s): EUA Jung Park CRC Tatiana Vilalobos |

| 11 de maio de 2017 17:30 P2P3AQ1P3AQ2 | Estados Unidos | 3 — 0             | Uruguai  | Gimnasio Nacional Eddy Cortés, Costa Rica Público: 100 Árbitro(s): PER Rócio Huarcaya ARG Luís Fuentes |
| 11 de maio de 2017 17:30 P2P3AQ1P3AQ2 | 25             | Set 1 Set 2 Set 3 | 10 19 17 | Gimnasio Nacional Eddy Cortés, Costa Rica Público: 100 Árbitro(s): PER Rócio Huarcaya ARG Luís Fuentes |

## Sétimo lugar
| 12 de maio de 2017 15:30 P2P3AQ1AQ2 | República Dominicana | 3 — 0             | Chile    | Gimnasio Nacional Eddy Cortés, Costa Rica Público: 50 Árbitro(s): CUB Frank Medina EUA Jung Park |
| 12 de maio de 2017 15:30 P2P3AQ1AQ2 | 25                   | Set 1 Set 2 Set 3 | 19 17 12 | Gimnasio Nacional Eddy Cortés, Costa Rica Público: 50 Árbitro(s): CUB Frank Medina EUA Jung Park |

## Semifinais
| 12 de maio de 2017 17:30 P2P3AQ1AQ2 | Cuba        | 1 — 3                   | Estados Unidos | Gimnasio Nacional Eddy Cortés, Costa Rica Público: 200 Árbitro(s): CRC Tatiana Vilalobos DOM José Beltre |
| 12 de maio de 2017 17:30 P2P3AQ1AQ2 | 17 23 32 20 | Set 1 Set 2 Set 3 Set 4 | 25 <br /30 25  | Gimnasio Nacional Eddy Cortés, Costa Rica Público: 200 Árbitro(s): CRC Tatiana Vilalobos DOM José Beltre |

| 12 de maio de 2017 21:00 P2P3AQ1AQ2 | Porto Rico | 0 — 3             | Argentina | Gimnasio Nacional Eddy Cortés, Costa Rica Público: 200 Árbitro(s): URU Javier Tostado PER Rócio Huarcaya |
| 12 de maio de 2017 21:00 P2P3AQ1AQ2 | 21 11 9    | Set 1 Set 2 Set 3 | 25        | Gimnasio Nacional Eddy Cortés, Costa Rica Público: 200 Árbitro(s): URU Javier Tostado PER Rócio Huarcaya |

## Quinto lugar
| 13 de maio de 2017 15:30 P2P3AQ1AQ2 | Peru | 3 — 0             | Uruguai  | Gimnasio Nacional Eddy Cortés, Costa Rica Público: 150 Árbitro(s): PUR Edgardo Laforest CHI Luís Flores |
| 13 de maio de 2017 15:30 P2P3AQ1AQ2 | 25   | Set 1 Set 2 Set 3 | 14 22 10 | Gimnasio Nacional Eddy Cortés, Costa Rica Público: 150 Árbitro(s): PUR Edgardo Laforest CHI Luís Flores |

## Terceiro lugar
| 13 de maio de 2017 17:38 P2P3AQ1AQ2 | Cuba | 3 — 0             | Porto Rico | Gimnasio Nacional Eddy Cortés, Costa Rica Público: 300 Árbitro(s): ARG Luís Fuentes DOM José Beltre |
| 13 de maio de 2017 17:38 P2P3AQ1AQ2 | 25   | Set 1 Set 2 Set 3 | 18 21 20   | Gimnasio Nacional Eddy Cortés, Costa Rica Público: 300 Árbitro(s): ARG Luís Fuentes DOM José Beltre |

## Final
| 13 de maio de 2017 19:30 P2P3AQ1AQ2 | Estados Unidos | 3 — 0             | Argentina | Gimnasio Nacional Eddy Cortés, Costa Rica Público: 1000 Árbitro(s): ARG Luís Fuentes CRC Tatiana Vilalobos |
| 13 de maio de 2017 19:30 P2P3AQ1AQ2 | 27 25          | Set 1 Set 2 Set 3 | 25 22     | Gimnasio Nacional Eddy Cortés, Costa Rica Público: 1000 Árbitro(s): ARG Luís Fuentes CRC Tatiana Vilalobos |